# Ephippigerida areolaria
Ephippigerida areolaria is een rechtvleugelig insect uit de familie van de sabelsprinkhanen (Tettigoniidae). De wetenschappelijke naam van deze soort is voor het eerst voorgesteld als Ephippiger areolarius door Ignacio Bolívar in een publicatie uit 1877.

## Verspreiding
Deze soort komt voor in Noord- en Midden-Spanje.